# Stadhuisramp Heusden
De Stadhuisramp in Heusden vond plaats in de nacht van zaterdag 4 op zondag 5 november 1944, tijdens de laatste maanden van de Tweede Wereldoorlog in Zuid-Nederland. Terwijl de geallieerden oprukten in Brabant, zochten de Duitsers hun heil achter een nieuwe linie (de Bergsche Maas). Zij bliezen de hoogste punten, het stadhuis van Heusden en twee kerktorens van Heusden op. Dit deden de Duitsers ook elders, teneinde de geallieerden te beletten hoge gebouwen als uitkijkposten te gebruiken nadat ze zich over de Maas hadden teruggetrokken.
Vele Heusdenaren hielden zich schuil in kelders voor het granaatvuur van de Engelsen. Heusden was frontstad geworden. 200 mensen hadden een onderkomen gevonden in de kelders van het 16e-eeuwse stadhuis. In de nacht van 4 op 5 november 1944 bliezen de Duitsers onaangekondigd de toren van het stadhuis op. Het hele stadhuis stortte in en 134 mannen, vrouwen en veel kinderen kwamen om. Destijds was dit 10% van de totale bevolking. Ook de toren van de Catharijnekerk, de katholieke St. Catharinakerk, de Lutherse kerk en de molen werden opgeblazen. Nog geen vier uur later reden de Schotse tanks Heusden binnen. In het nabij gelegen Herpt werd de Trudokerk en in Hedikhuizen de Lambertuskerk verwoest.

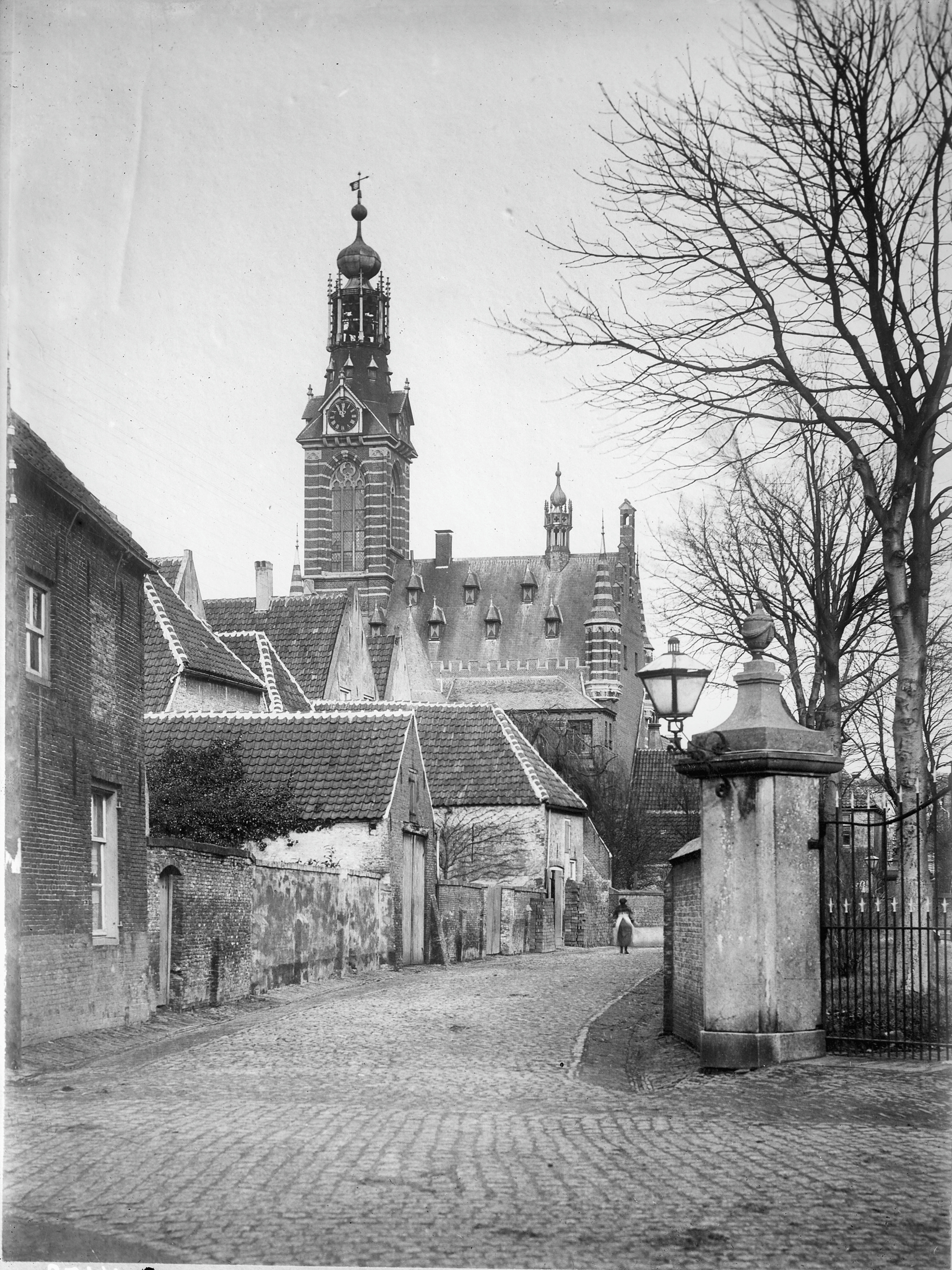
Het oude stadhuis van Heusden in 1916
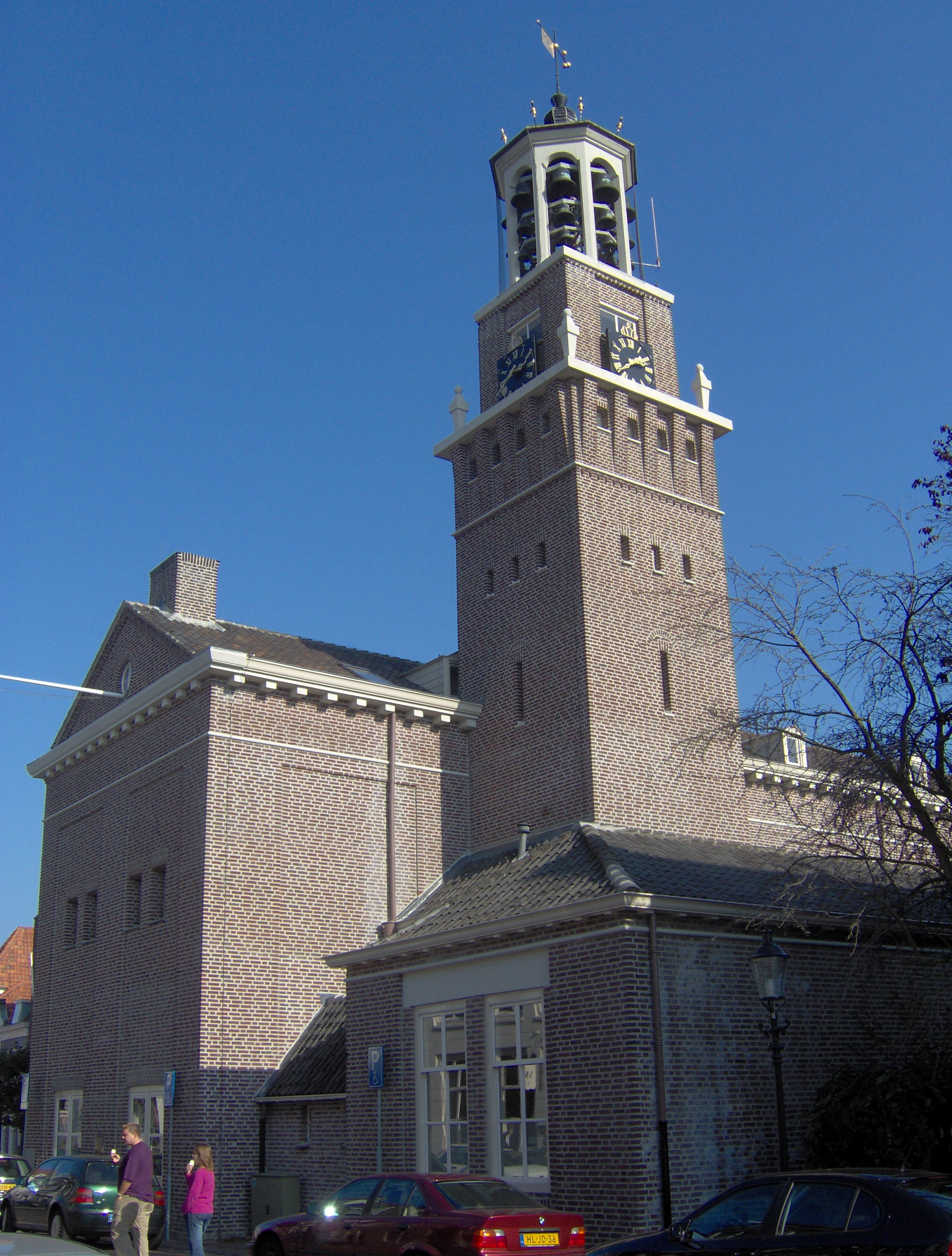
Het nieuwe stadhuis uit 1956